# ويلينغتون كلايتون غونسالفيس دوس سانتوس
ويلينغتون كلايتون غونسالفيس دوس سانتوس (بالبرتغالية: Wellington Clayton Gonçalves dos Santos‏) (2 يناير 1983 في ساو جوزية دو ريو بريتو في البرازيل – )؛ هو لاعب كرة قدم كان يلعب كلاعب وسط.

## وصلات خارجية
- ويلينغتون كلايتون غونسالفيس دوس سانتوس على موقع رابطة كرة القدم اليابانية للمحترفين (اليابانية)
- ويلينغتون كلايتون غونسالفيس دوس سانتوس على موقع قاعدة بيانات كرة القدم.إي يو (الإنجليزية)
- ويلينغتون كلايتون غونسالفيس دوس سانتوس على موقع Soccerway.com (الإنجليزية)
- ويلينغتون كلايتون غونسالفيس دوس سانتوس على موقع عالم كرة القدم.نت (الإنجليزية)